# Erik Norrman (1902–1965)
Erik Norrman, född 14 februari 1902 i Bosarps församling, Malmöhus län, död 5 oktober 1965 i Björkviks församling, Södermanlands län
, var en svensk präst och skolledare.
Erik Norrman tog studenten i Lund 1923 och prästvigdes i Strängnäs 1928. Därefter tjänstgjorde han som präst i Nämdö församling, Ornö församling och Utö församling. 1933 blev han komminister i Björkviks församling och 1933 kyrkoherde. 1943 grundade han Björkviks realskola som han blev rektor för. 1958 lämnade han kyrkoherdetjänsten.